# Десант 26. дивизије на Корчулу
Десант 26. далматинске дивизије НОВЈ 22-24. априла 1944. године пример је успешне примене партизанског начина борбе на мору. Немачка 2. оклопна армија била је принуђена да држи бројне међусобно изоловане посаде на јадранским острвима ради заштите пловних путева и спречавања операција НОВЈ и савезника. Те немачке посаде представљале су привлачне мете за изненадне препаде. Десант на Корчулу најуспешнији је препад те врсте у коме су јединице НОВЈ успеле да заварају и изненаде непријатеља, нанесу му знатне губитке, заплене значајну количину ратног материјала и по окончању акције безбедно се врате у базе.
Ова акција такође имала је значај реванша за тежак пораз који су те исте немачке снаге нанеле 26. дивизији на Корчули током операције „Јесењи пљусак II” (Herbstgewitter II) 22.-26. децембра 1943. године.

## План напада
Планом акције предвиђено је да се током ноћи 22./23. априла јединице предвиђене за акцију пребаце бродовима са Виса и под заштитом мрака непримећене од непријатеља искрцају на два супротна краја острва, северном и јужном. Након уништења локалних непријатељских отпорних тачака, обе групе да усмере напредовање према средишњем непријатељском утврђеном положају у околини места Блато, које доминира острвом. Обе групе требало је да концентричним заједничким нападом ликвидирају ово непријатељско главно утврђење, а затим да униште непријатељске инсталације, прикупе плен и заробљенике, и повуку се у базе.
Да би осигурао успех акције, штаб 26. дивизије (командант: пуковник Божо Божовић) планирао је да у току 21. априла изведе са три своја батаљона демонстративни напад на немачке положаје на Мљету, са циљем да наведе штаб 118. ловачке дивизије да ангажује своју покретну резерву у том правцу, спречавајући тако њено ангажовање на Корчули.

## Супротстављене снаге
Корчулу су бранили делови немачке 118. немачке ловачке дивизије: 1. и 2. батаљон 750. пука, као и две батерије 668. артиљеријског дивизиона, укупно око 1600 војника.
За извршење десанта и ликвидацију непријатељских упоришта на западној половини острва Корчуле одређене су следеће јединице 26. дивизије: 1. далматинска бригада, без једног батаљона, два батаљона 11. и два батаљона и минобацачка чета 12. далматинске бригаде и једна брдска батерија 75 mm (четири оруђа) — свега шест батаљона, једна батерија и две минобацачке чете, укупно око 1800 војника. Ради једновременог и обухватног напада на непријатељска упоришта у Блату и Велалуци, јединице су биле подељене на две нападне колоне, на јужну и северну. Јужном колоном командовао је командант 1. далматинске бригаде Богдан Ступар, а северном Борко Арсенић, командант 11. далматинске бригаде.
Штаб 4. поморског обалског сектора одредио је за превожење јединица северне колоне шест транспортних бродова (моторних једрењака), осам леута и један санитетски брод. За непосредно обезбеђење транспортног конвоја одређена су два наоружана брода (НБ-3 и НГ-4) Морнарице НОВЈ. Командант транспорта био је официр морнарице капетан Јоже Врточник.

## Ток акције
Варка партизанског штаба у потпуности је успела. Током ноћи 20./21. априла два батаљона 11. далматинске бригаде и један батаљон 1. далматинске бригаде пребачени су са Ластова на Мљет, где су извели напад на немачки посаду од око 200 војника. У ноћи између 21. и 22. априла штаб немачке 118. ловачке дивизије послао је своју резерву са Пељешца у помоћ нападнутој чети на Мљету. У исто време док су немачка појачања путовала према Мљету, главна партизанска оперативна група пребацивала се са Виса на Корчулу. Искрцавање јединица завршено је до 5 часова 22. априла.
Јужну нападну колону чинили су 1. и 4. батаљон 1. далматинске бригаде, два батаљона 11. далматинске бригаде и брдска батерија 75 mm, укупно четири батаљона. Северну нападну колону сачињавали су: 12. далматинска бригада без два батаљона и 4. батаљон 1. далматинске бригаде, укупно три батаљона.
Напад је, због прикупљања и концентрације јединица, уместо у 6:30, почео са извесним закашњењем, у 8:00. Захваљујући магли, јединице су успеле да се неопажено привуку на јуришно одстојање од непријатеља, и прве отпорне тачке освојене су након првог јуриша. Током дана постигнути су планирани циљеви: ликвидирана је спољна одбрана непријатељског упоришта Блато, осим коте 181, заплењена је непријатељска батерија и ликвидирано непријатељско упориште у Велалуци. У 23:00 отпочео је концентричан напад главних снага обе колоне на упориште Блато. Мањим снагама блокиране су непријатељске снаге на источној страни острва.
Међутим, непријатељ се упорно бранио из добро утврђеног упоришта, заштићен системом бункера и минских поља са организованом митраљеском и артиљеријском ватром. Нарочито су биле добро утврђене коте Св. Вито и Госпе од здравља. Немци су настојали упорном одбраном да одбију нападе и што дуже се одрже надајући се у долазак појачања. Током ноћи сви напади били су одбијени.
Одлучујући напад покренут је 23. априла у 11:00 пре подне. Далматинске јединице наступале су методично, артиљеријском и минобацачком ватром из прве линије пружајући подршку пешадији и уништавајући непријатељска упоришта. Последњи отпор Немаца сломљен је око четири сата после подне. Током следећег дана и ноћи јединице 26. дивизије евакусале су заробљенике и плен и пребациле се назад на Вис.

## Резултат акције
Јединице 26. дивизије демонстрирале су непријатељу способност да униште било коју његову појединачну отпорну тачку на Јадрану и тиме га присилиле на стратешку дефанзиву, још веће масирање трупа и интензивније одбрамбено ангажовање.
Успех акције био је значајан: На Корчули је непријатељ имао 297 мртвих и 439 заробљених војника, официра и подофицира. Заплењене су четири хаубице 75 mm, четири противтенковска топа, 10 тешких митраљеза, 26 шараца, пет минобацача 81 mm, пет лаких бацача и велики број пешадијског наоружања. Поред тога, у диверзији на Мљету Немци су имали 96 погинулих и 46 заробљених.
У борби за непријатељско упориште Блато 1. далматинска бригада, поред осталих губитака, изгубила је команданта 2. батаљона Марка Лагатора. О његовој погибији командант бригаде у свом извештају каже: „Марко је погинуо херојском смрћу водећи свој батаљон у јуриш.” Такође су погинули заменик политичког комесара батаљона Иван Пивац и заменик команданта батаљона капетан краљевске југословенске војске Миле Марковић.
Јединице које су учествовале у акцији похваљене се наредбом врховног команданта маршала Тита од 28. априла 1944. године.
Савезнички Командант Средоземља генерал Хенри Меитленд Вилсон (Henry Maitland Wilson) упутио је поводом ове акције маршалу Титу следећу депешу:
Веома ценим рад ваше војске у нападу на Мљет и Корчулу. Био бих Вам захвалан да испоручите командирима и борцима моју честитку за њихову успешну борбу.

М. Вилсон
Током следећих месеци 26. дивизија извела је сличан препад на Шолту и Хвар и два препада на Брач и већи број мањих акција, самостално или у сарадњи са савезничким командосима и морнарицом.